# Liste de films sud-africains
Ci-dessous une liste des films produits par le cinéma sud-africain. Cette liste est incomplète.
Pour les catégories liées aux films sud-africains voir Catégorie:Film sud-africain.

## Années 1910
| 1916             |                      |                               |                 |  |
| De Voortrekkers  | Harold M. Shaw       | Percy Marmont, Harold M. Shaw | Film historique |  |
| 1919             |                      |                               |                 |  |
| Allan Quatermain | Horace Lisle Lucoque |                               | aventure        |  |

## Années 1920
| 1923          |                |                           |       |                                       |
| Le Lagon bleu | William Bowden | Arthur Pusey, Molly Adair | Drame | Coproduction britannico-sud-africaine |

## Années 1930
| 1931         |                 |                              |              |  |
| Sarie Marais | Joseph Albrecht | Billy Matthews, Joan du Toit | Film musical |  |

## Années 1950
| 1951                                         |                  |                                                         |                    |  |
| Daar doer in die bosveld (En pleine brousse) | Jamie Uys        | Jamie Uys et Hettie Uys                                 | comédie            |  |
| 1952                                         |                  |                                                         |                    |  |
| Song of Africa                               | Emil Nofal       | Joseph Muso, Mabel Magada                               | Musical            |  |
| 1954                                         |                  |                                                         |                    |  |
| Daar doer in die stad (En pleine ville)      | Jamie Uys        | Jamie Uys et Hettie Uys                                 | comédie dramatique |  |
| 1955                                         |                  |                                                         |                    |  |
| Geld Soos Bossies                            | Jamie Uys        | Jamie Uys                                               | comédie            |  |
| 1956                                         |                  |                                                         |                    |  |
| Paul Kruger                                  | Werner Grünbauer | James Norval, Wena Naudé, Siegfried Mynhardt, Jamie Uys | biopic historique  |  |

## Années 1960
| 1960                                      |                 |                                                          |                          |                                           |
| Rip van Wyk                               | Emil Nofal      | Jamie Uys, Gert van den Bergh                            | comédie fantastique      |                                           |
| 1961                                      |                 |                                                          |                          |                                           |
| Les Diables du Sud (The Hellions)         | Ken Annakin     | Richard Todd, Jamie Uys                                  | action                   | coproduction britannique et sud-africaine |
| Doodkry is Min                            | Jamie Uys       | Jan Bruijns, Douglas Fuchs                               | Film historique          |                                           |
| Hans en die Rooinek (Sydney and the Boer) | Jamie Uys       | Jamie Uys, Bob Courtney                                  | Comédie                  |                                           |
| 1962                                      |                 |                                                          |                          |                                           |
| Lord Oom Piet                             | Jamie Uys       | Jamie Uys, Bob Courtney                                  | comédie                  |                                           |
| 1963                                      |                 |                                                          |                          |                                           |
| Kimberley Jim                             | Emil Nofal      | Jim Reeves,                                              | comédie musicale         |                                           |
| 1965                                      |                 |                                                          |                          |                                           |
| La Proie nue (The Naked Prey)             | Cornel Wilde    | Cornel Wilde, Gert van den Bergh                         | aventure                 |                                           |
| Debbie                                    | Elmo de Witt    | Suzanne van Oudtshoorn, Leon le Roux, Gert van den Bergh | mélodrame                |                                           |
| King Hendrik                              | Emil Nofal      | Gert van den Bergh, Bob Courtney                         | comédie                  |                                           |
| Dingaka le sorcier                        | Jamie Uys       | Stanley Baker, Juliet Prowse, Ken Gampu et Bob Courtney  | aventure                 |                                           |
| 1966                                      |                 |                                                          |                          |                                           |
| All the way to Paris                      | Jamie Uys       | Jamie Uys, Bob Courtney, Reinet Maasdorf                 | comédie                  |                                           |
| 1967                                      |                 |                                                          |                          |                                           |
| Die professor en die Prikkelpop           | Jamie Uys       | Jamie Uys, Carike Keuzenkamp                             | comédie                  |                                           |
| 1968                                      |                 |                                                          |                          |                                           |
| Die Kandidaat                             | Jans Rautenbach | Gert van den Bergh, Cobus Rossouw, Marie Du Toit         | drame                    |                                           |
| Majuba                                    | David Millin    | Roland Robinson, Reinet Maasdorp, Patrick Mynhardt       | drame historique, guerre |                                           |
| 1969                                      |                 |                                                          |                          |                                           |
| Katrina                                   | Jans Rautenbach | Jill Kirkland, Joe Stewardson, Katinka Heyns             | drame                    |                                           |
| Lost in the Desert                        | Jamie Uys       | Jamie Uys                                                | aventure, drame          |                                           |

## Années 1970
| 1970                                         |                   |                                             |                                   |                                          |
| Satan's Harvest                              | George Montgomery | George Montgomery et Tippi Hedren           |                                   |                                          |
| Jannie totsiens                              | Jans Rautenbach   | Cobus Rossouw, Katinka Heyns                | Thriller psychologique, Horreur   |                                          |
| 1971                                         |                   |                                             |                                   |                                          |
| Mister Kingstreet's War                      | Percival Rubens   | John Saxon, Tippi Hedren                    | Aventure, drame, thriller, guerre |                                          |
| Pappa Lap                                    | Jans Rautenbach   | Katinka Heyns, Gordon Vorster               | Mélodrame                         |                                          |
| 1972                                         |                   |                                             |                                   |                                          |
| Kaptein Caprivi                              | Albie Venter      | Will Sealie                                 | action                            |                                          |
| Les espions meurent à l'aube                 | Robert Day        | Stephen Boyd, Cameron Mitchell, Ray Milland | Thriller, espionnage              | Coproduction américaine et sud-africaine |
| 1973                                         |                   |                                             |                                   |                                          |
| House of the Living Dead                     | Ray Austin        | Mark Burns et Shirley Anne Field            | horreur                           |                                          |
| Aanslag op Kariba                            | Ivan Hall         | Will Sealie, Hermien Dommisse               | action                            |                                          |
| 1974                                         |                   |                                             |                                   |                                          |
| Ongewenste Vreemdeling                       | Jans Rautenbach   | Marius Weyers                               | Drame                             |                                          |
| Kalahari                                     | Jamie Uys         | Paddy O'Byrne                               | Film documentaire animalier       |                                          |
| 1976                                         |                   |                                             |                                   |                                          |
| Le Souffle de la mort ou La Nuit des Askaris | Jürgen Goslar     | James Faulkner et Christopher Lee           | action, aventure                  | Coproduction internationale              |
| Dieu me savonne                              | Jamie Uys         | Joe Stewardson                              | comédie, caméra cachée            |                                          |
| 1977                                         |                   |                                             |                                   |                                          |
| Un risque à courir (Target of an Assassin)   | Peter Collinson   | Anthony Quinn et John Phillip Law           | thriller                          |                                          |
| 1979                                         |                   |                                             |                                   |                                          |
| L'Ultime Attaque (Zulu Dawn)                 | Douglas Hickox    | Burt Lancaster et Peter O'Toole             | drame, aventure                   | Coproduction internationale              |

## Années 1980
| 1980                                                            |                 |                                            |                              |                                          |
| Les dieux sont tombés sur la tête (The gods must be crazy)      | Jamie Uys       | Marius Weyers et Sandra Prinsloo           | comédie                      |                                          |
| Marigolds in August                                             | Ross Devenish   | Winston Ntshona, Athol Fugard et John Kani | drame                        |                                          |
| 1983                                                            |                 |                                            |                              |                                          |
| Les anges se fendent la gueule                                  | Jamie Uys       | Joe Stewardson                             | comédie, caméra caché        |                                          |
| 1984                                                            |                 |                                            |                              |                                          |
| Broer Matie                                                     | Jans Rautenbach | Simon Bruinders, Joe Stewardson            | Mélodrame                    |                                          |
| 1988                                                            |                 |                                            |                              |                                          |
| Le Scorpion rouge (Red Scorpion)                                | Joseph Zito     | Dolph Lundgren et M. Emmet Walsh           | Action                       | Coproduction américaine et sud-africaine |
| 1988                                                            |                 |                                            |                              |                                          |
| L'Aventure fantastique                                          | Albert Pyun     | Kathy Ireland, William R. Moses            | science fiction, comédie     | Coproduction américaine et sud-africaine |
| Fiela se kind (le fils de Fiela)                                | Katinka Heyns   | Shaleen Surtie-Richards                    | Mélodrame                    |                                          |
| Space Mutiny                                                    | David Winters   | Cameron Mitchell                           | science fiction, space opera | Coproduction américaine et sud-africaine |
| La Vérité au prix de la vie                                     | Helena Nogueira | Sandra Prinsloo                            | Drame                        |                                          |
| 1989                                                            |                 |                                            |                              |                                          |
| Les dieux sont tombés sur la tête 2 (The gods must be crazy II) | Jamie Uys       | N!xau                                      | Comédie                      |                                          |
| Laser Mission                                                   | B.J. Davis      | Brandon Lee, Ernest Borgnine               | Action                       | Coproduction internationale              |

## Années 1990
| 1990                                                 |                    |                          |                   |  |
| Goldwidows: Women in Lesotho                         | Don Edkins         |                          | documentaire      |  |
| The fourth reich                                     | Manie van Rensburg | Marius Weyers            | drame, espionnage |  |
| 1992                                                 |                    |                          |                   |  |
| The Color of Gold                                    | Don Edkins         |                          | documentaire      |  |
| Sarafina !                                           | Darrell Roodt      |                          | drame, musical    |  |
| Le Souffle du démon (Dust Devil)                     | Richard Stanley    |                          | horreur           |  |
| 1993                                                 |                    |                          |                   |  |
| Friends                                              | Elaine Proctor     | Kerry Fox, Marius Weyers | drame             |  |
| 1994                                                 |                    |                          |                   |  |
| Le Palace de la Cité Perdue                          | Stéphane Diss      |                          | documentaire      |  |
| Un Anglais sous les tropiques (A Good Man in Africa) | Bruce Beresford    |                          | comédie           |  |
| 1997                                                 |                    |                          |                   |  |
| Zone Dangereuse (Dangerous Ground)                   |                    | Ice Cube                 |                   |  |

## Années 2000
| 2000                                                                                       |                               |                                        |                   |  |
| Boesman et Lena (Boesman & Lena)                                                           | John Berry                    |                                        | drame             |  |
| 2002                                                                                       |                               |                                        |                   |  |
| Snake Island                                                                               | Wayne Crawford                |                                        | action, horreur   |  |
| 2003                                                                                       |                               |                                        |                   |  |
| Proteus                                                                                    | John Greyson                  |                                        |                   |  |
| Stander                                                                                    | Bronwen Hughes                | Thomas Jane, Marius Weyers             | biopic            |  |
| 2004                                                                                       |                               |                                        |                   |  |
| Born Into Struggle                                                                         |                               |                                        | documentaire      |  |
| Dracula 3000                                                                               | Darrell Roodt                 |                                        | horreur           |  |
| Engagement critique (Critical Assignment)                                                  | Jason Xenopoulos              |                                        | action            |  |
| Forgiveness                                                                                | Ian Gabriel                   |                                        | drame             |  |
| In My Country (Country of My Skull)                                                        | John Boorman                  |                                        | drame             |  |
| Lettre d'amour zoulou (Zulu Love Letter)                                                   | Ramadan Suleman               |                                        |                   |  |
| Max et Mona                                                                                | Teddy Mattera                 |                                        | comédie           |  |
| Yesterday                                                                                  | Darrell Roodt                 |                                        | drame             |  |
| 2005                                                                                       |                               |                                        |                   |  |
| The Heart of Whiteness                                                                     | Rehad Desai                   |                                        | documentaire      |  |
| Man to Man                                                                                 | Régis Wargnier                | Joseph Fiennes et Kristin Scott Thomas | drame historique  |  |
| Mon nom est Tsotsi                                                                         | Gavin Hood                    |                                        |                   |  |
| The Mother's House                                                                         | Francois Verster              |                                        | documentaire      |  |
| Le Sang des Vikings (Beauty and the Beast)                                                 | David Lister                  |                                        | aventure          |  |
| 2006                                                                                       |                               |                                        |                   |  |
| Bunny Chow                                                                                 | John Barker                   |                                        |                   |  |
| Carmen de Khayelitsha (U-Carmen e-Khayelitsha)                                             | Mark Dornford-May             |                                        | fiction           |  |
| Faith Like Potatoes                                                                        | Regardt van den Bergh         |                                        |                   |  |
| The Flyer                                                                                  | Revel Fox                     |                                        | fiction           |  |
| Le Jardin secret des Bushmen (Bushman's Secret: one cactus stands between hope and hunger) | Rehad Desai                   |                                        | documentaire      |  |
| 2007                                                                                       |                               |                                        |                   |  |
| Bhambatha : War of the Heads 1906                                                          | Rehad Desai                   |                                        | documentaire      |  |
| La Brèche                                                                                  | Abdoul Aziz Cissé             |                                        | documentaire      |  |
| Partition                                                                                  | Vic Sarin                     |                                        | drame, romance    |  |
| 2008                                                                                       |                               |                                        |                   |  |
| 50 Years! Of Love?                                                                         | Karin Slater et Steven Bartlo |                                        | documentaire      |  |
| Izulu Lami                                                                                 | Madoda Ncayiyana              |                                        | fiction           |  |
| Le Roi Scorpion 2 : Guerrier de légende (The Scorpion King 2 : Rise of a Warrior)          | Russell Mulcahy               |                                        | action, aventure  |  |
| Sea Point Days                                                                             | François Verster              |                                        | documentaire      |  |
| Skin                                                                                       | Anthony Fabian                |                                        | drame             |  |
| The World Unseen                                                                           | Shamim Sarif                  |                                        | romance lesbienne |  |
| Zimbabwe                                                                                   | Darrell James Roodt           |                                        | drame             |  |
| 2009                                                                                       |                               |                                        |                   |  |
| Behind the Rainbow                                                                         | Jihan El-Tahri                |                                        | documentaire      |  |
| District 9                                                                                 | Neill Blomkamp                |                                        | science-fiction   |  |
| Don't Look Up                                                                              | Fruit Chan                    |                                        | horreur           |  |
| Passé Komatipoort                                                                          | Sylvain Sailler               |                                        | documentaire      |  |
| Shirley Adams                                                                              | Oliver Hermanus               |                                        | drame             |  |
| The Silver Fez                                                                             | Lloyd Ross                    |                                        | documentaire      |  |
| Surviving Evil                                                                             | Terence Daw                   |                                        | horreur           |  |

## Années 2010
| 2010                                                                     |                                 |                                    |                     |               |
| Afrikaaps                                                                | Dylan Valley                    |                                    | documentaire        |               |
| The Battle for Johannesburg                                              | Rehad Desai et Darryl Els       |                                    | documentaire        |               |
| Congo In Four Acts                                                       |                                 |                                    | documentaire        |               |
| The Killing of the Imam                                                  | Khalid Shamis                   |                                    | documentaire        |               |
| Le Secret de Chanda (Life, Above All)                                    | Oliver Schmitz                  |                                    | drame               |               |
| Spud                                                                     | Donovan Marsh                   | John Cleese, Troye Sivan           | comédie dramatique  |               |
| Surfing Soweto                                                           | Sara Blecher                    |                                    | documentaire        |               |
| Unhinged, Surviving Joburg                                               | Adrian Loveland                 |                                    | documentaire        |               |
| 2011                                                                     |                                 |                                    |                     |               |
| The Bang Bang Club                                                       | Steven Silver                   |                                    | drame               |               |
| Death Race 2                                                             | Roel Reiné                      |                                    | action, policier    |               |
| Jock of the Bushveld                                                     | Duncan MacNeillie               |                                    | aventure            |               |
| The Unforgiving                                                          | Alastair Orr                    |                                    | horreur             |               |
| 2012                                                                     |                                 |                                    |                     |               |
| Dredd                                                                    | Pete Travis                     |                                    | fiction             |               |
| Drôles d'oiseaux                                                         | Wayne Thornley                  |                                    | animation           |               |
| 2013                                                                     |                                 |                                    |                     |               |
| Death Race: Inferno                                                      | Roel Reiné                      | Luke Goss, Ving Rhames             | action              | co-production |
| Four Corners                                                             | Ian Gabriel                     |                                    | drame               |               |
| Mandela : Un long chemin vers la liberté (Mandela: Long Walk to Freedom) | Justin Chadwick                 |                                    | biographie          |               |
| Plot for Peace                                                           | Carlos Agulló et Mandy Jacobson |                                    | documentaire        |               |
| Zulu                                                                     | Jérôme Salle                    |                                    | policier            |               |
| 2014                                                                     |                                 |                                    |                     |               |
| An Ordinary Blue Monday                                                  | Naomi van Niekerk               |                                    | court-métrage       |               |
| Khumba                                                                   | Anthony Silverston              |                                    | animation           |               |
| Northmen : Les Derniers Vikings (Northmen: A Viking Saga)                | Claudio Fäh (en)                |                                    | aventure            |               |
| Outpost 37 : L'Ultime Espoir (Outpost 37)                                | Jabbar Raisani                  |                                    | science fiction     |               |
| The Salvation                                                            | Kristian Levring                |                                    | western             | co-production |
| 2015                                                                     |                                 |                                    |                     |               |
| La Rivière sans fin (The Endless River)                                  | Oliver Hermanus                 |                                    |                     |               |
| Thina Sobabili: The Two of Us                                            | Ernest Nkosi                    |                                    | drame               |               |
| Turbulences                                                              | Daniel Kamwa                    |                                    | animation, aventure |               |
| While You Weren't Looking                                                | Catherine Stewart               |                                    | drame               |               |
| 2016                                                                     |                                 |                                    |                     |               |
| Jadotville (The Siege of Jadotville)                                     | Richie Smyth                    |                                    | guerre              |               |
| Bergers et Bouchers (Sheperds and Butchers)                              | Oliver Schmitz                  | Steve Coogan et Andrea Riseborough | drame               |               |
| 2017                                                                     |                                 |                                    |                     |               |
| Les Initiés (Inxeba)                                                     | John Trengove                   |                                    | drame               |               |
| 2018                                                                     |                                 |                                    |                     |               |
| Mia et le Lion blanc                                                     | Gilles de Maistre               |                                    | drame               |               |
| Les Moissonneurs (Die Stropers)                                          | Etienne Kallos                  |                                    | drame               |               |
| 2019                                                                     |                                 |                                    |                     |               |
| Escape Game                                                              | Adam Robitel                    |                                    | thriller            |               |
| Flatland - Trois horizons (Flatland)                                     | Jenna Bass                      |                                    | aventure            | co-production |

## Années 2020
| 2020                                            |                           |                                     |                                    |               |
| Gretel et Hansel                                | Oz Perkins                | Sophia Lillis                       | fantastique                        | co-production |
| Le Rythme de la jungle (Jungle Beat: The Movie) | Brent Dawes               | David Menkin                        | animation, comédie                 | co-production |
| La Sagesse de la pieuvre (My Octopus Teacher)   | Pippa Ehrlich, James Reed | Craig Foster                        | documentaire                       |               |
| 2021                                            |                           |                                     |                                    |               |
| Gaia                                            | Jaco Bouwer               | Monique Rockman                     | horreur                            |               |
| Life on Mars (Settlers)                         | Wyatt Rockefeller         | Sofia Boutella, Ismael Cruz Córdova | Drame, science-fiction et thriller | co-production |